# Chloropren
Chloropren là tên thường gọi của hợp chất hóa học 2-chloro-1,3-butadien, công thức hóa học là C4H5Cl. Đây là đơn phân để tạo thành chuỗi (polymer) polychloropren, một loại cao su tổng hợp. Polychloropren còn được biết đến với cái tên neoprene, một thương phẩm của hãng DuPont.
Cho đến những năm 1960, acetylen (C2H2) là nguyên liệu để tạo chloropren. Tham gia phản ứng còn có acid hydrochloric (HCl):
Quá trình này có nhược điểm là chi phí đầu tư cao và tiêu tốn rất nhiều năng lượng.
Ngày nay, quá trình tạo ra hợp chất này được tiến hành theo con đường khác. 1,3-butadien tham gia phản ứng cộng chlor, bổ sung một nguyên tử chlor (Cl) vào một trong hai liên kết đôi tạo thành 3,4-dichloro-1-butadien:
CH2=CH-CH=CH2  +  Cl2 →  CH2=CH-CHCl-CH2Cl
Sau đó, hợp chất trên trải qua một phản ứng để khử đi một nguyên tử hydro ở vị trí carbon thứ ba và nguyên tử chlor ở vị trí carbon thứ tư:
CH2=CH-CHCl-CH2Cl  →  HCl  +  CH2=CH-CCl=CH2